# Hexatoma gravelyi
Hexatoma gravelyi är en tvåvingeart som först beskrevs av Enrico Adelelmo Brunetti 1918.  Hexatoma gravelyi ingår i släktet Hexatoma och familjen småharkrankar. Inga underarter finns listade i Catalogue of Life.